# Real-de-Azúa-Nunatak
Der Real-de-Azúa-Nunatak (spanisch Nunatak Real de Azúa) ist ein Nunatak an der Oskar-II.-Küste des Grahamlands auf der Antarktischen Halbinsel. Er ist einer der zahlreichen Nunatakker auf der Jason-Halbinsel und ragt südlich des Kap Framnæs auf.
Argentinische Wissenschaftler benannten ihn. Namensgeber ist der uruguayische Essayist, Literaturkritiker und Historiker Carlos Real de Azúa (1916–1977).